# Michael Sen
Michael Sen (Korschenbroich, Alemania, 1968) es gerente y consejero alemán, miembro de la Junta de administración de Siemens AG y consejero delegado de Siemens Energy desde 2020. 

## Biografía
Sen comenzó su carrera con unas prácticas en la compañía Siemens AG en Berlín y luego estudió Gestión empresarial en la Universidad Técnica de Berlín. Tras completar sus estudios en 1996, Sen asumió varias tareas operativas y estratégicas de proyectos y gestión en los departamentos de planificación y desarrollo corporativo y finanzas de la compañía Siemens en Múnich. Michael Sen está casado y tiene un hijo.

## Trayectoria
En 2003 asumió el cargo de Director de finanzas en la división de Solutions y un año después en la división de Aplicaciones y Soluciones. De 2005 a 2007, Sen se hizo cargo del departamento de transformación y estrategia y luego ocupó el cargo de Jefe de Relaciones con Inversores durante un año. En 2009, Sen se convirtió en Director Financiero del sector de Salud en Erlangen.   
En 2015, Sen se unió al grupo E.ON SE como Director Financiero. En abril de 2017, regresó a Siemens AG y fue nombrado miembro de su Junta de administración.  El nombre de Sen ha sonado reiteradas veces, junto al de Roland Busch, como posibles sustitutos del CEO Joe Kaeser, cuyo contrato finaliza en 2021.

En 2020 fue nombrado consejero delegado de la nueva compañía independiente de Siemens, denominada Siemens Energy.